# Indotyphlops filiformis
Indotyphlops filiformis — вид змій родини сліпунів (Typhlopidae).

## Поширення і екологія
Indotyphlops filiformis відомі за типовим зразком, зібраним у невідомому місці в Південній Азії, ймовірно в Індії.